# Комин, Джон, граф Бьюкен
Джон Комин, 7-й граф Бьюкен (англ. John Comyn, Earl of Buchan; ок. 1260—1308) — шотландский аристократ, один из главных противников короля Роберта Брюса.

## Комины из Бьюкена
Комины, семья нормандского происхождения, впервые появилась в Шотландии в период правления короля Давида I. В 1136 году Уильям Комин, который ранее находился на службе у короля Англии Генриха I Боклерка, стал канцлером Шотландии. Уильям Комин стал одним из франкоязычных иностранцев, чья власть и статус в Шотландии полностью зависели от короля. Они использовались королём Давидом I и его преемниками в распространении королевской власти на полунезависимые окраины королевства. Первые земельные пожалования Комины получились на юге Шотландии. В 1212 году Уильям Комин, юстициарий Шотландии, женился на Марджори, единственной дочери и наследнице Фергюса, кельтского графа или мормэра Бьюкена. Графство Бьюкен охватывало большую территорию на северо-востоке Шотландии. Уильяму наследовал в 1233 году его сын Александр Комин, 2-й граф Баденох (ум. 1289). Уильям Комин также приобрел для своего другого сына Уолтера Комина южную часть графства Морей (лордство Баденох) и лордство Лохабер. К середине XIII века Комины владели территорией от Абердиншира на западе до озера Лох-Линне. Комины сохранили своё положение в правление королей Александра II и Александра III.

## Конкуренты и короли
В 1290 году семилетняя королева Шотландии Маргарет (1286—1290) скончалась на пути из Норвегии в Шотландию. На шотландскую корону стали претендовать тринадцать конкурентов, среди которых главными были лорд Роберт Брюс из Аннандейла, дед короля Роберта Брюса, и барон Барнард-Касла Джон де Баллиол. На королевский престол также претендовал Джон II Комин, лорд Баденох (1242—1302), иногда известный как «Чёрный Комин». В 1292 году после вмешательства короля Англии Эдуарда I Плантагенета новым королём Шотландии был объявлен Джон де Баллиол (1292—1296).

## Джон Бьюкен
В 1289 году после смерти своего отца Александра Комина, 6-го графа Бьюкена, Джон Комин стал 7-м графом Бьюкена. В то время Джону Комину было около тридцати лет. Он был видным сановником при дворе короля Джона Баллиола, получив к 1293 году должность констебля Шотландии. Джон Комин, граф Бьюкен, был одним из шотландских вельмож, которые были вызваны королем Англии Эдуардом I для участия в войне Англии против Франции. Когда король Джон Баллиол согласился на требование английского короля об участии шотландского контингента в войне с Францией, граф Бьюкен и другие шотландские лидеры взяли управление королевством в свои руки. Новые регенты Шотландии заключили альянс с Францией и готовились к войне против Англии. В первой этапе войны Джон Комин, граф Бьюкен, и его двоюродный брат, Джон «Красный» Комин, лорд Баденох, совершили нападение на английский город Карлайл, обороной которого руководил Роберт Брюс, граф Каррик. Таким образом, во время войны за независимость Шотландии началась борьба между Коминами и Брюсами.
Осада Карлайла была неудачной. В 1296 году король Англии Эдуард I с большими силами вступил в Шотландию и в битве при Данбаре разгромил войско Джона Баллиола. Шотландский король Джон Баллиол и Джон Комин, граф Бьюкен, сдались королю Англии в Монтрозе в июле того же года, вместе с другими ведущими шотландскими дворянами. Граф Бьюкен был лишен владений, выслан в Англию и заключён в Лондонский Тауэр. В июне 1297 года Джон Комин дал обещание королю Англии принять участие в войне против Франции. В том же 1297 году в Шотландии вспыхнуло массовое восстание, возглавляемое Эндрю Мореем на севере и Уильямом Уоллесом на юге королевства. В июле 1297 года английский король Эдуард I отпустил графа Бьюкена в Шотландию, поручив ему подавить восстание.

## Комины в Войне за независимость Шотландии
Эндрю Морей был сыном сэра Эндрю Морея из Петти (ум. 1298), юстициария Шотландии, а его матерью была дочь Джона Комина, лорда Баденоха. Мореи и Комины были давними политическими союзниками. В 1296 году после разгрома шотландцев в битве при Данбаре юстициарий Эндрю Морей был взят в плен англичанами и заключен в Тауэр, где и скончался. Граф Бьюкен не стал открыто присоединяться к повстанцам Эндрю Морея. В сентябре 1297 года шотландцы под командованием Уильяма Уоллеса и Эндрю Морея разгромили английское войско в битве на Стерлингском мосту. Вскоре после этой битвы Эндрю Морей скончался от полученных ран, а Уильям Уоллес был назначен хранителем Шотландии.
В 1298 году после своего поражения от англичан в битве при Фолкерке Уильям Уоллес отказался от должности хранителя. Его заменили Роберт Брюс, граф Каррик, который перешёл на сторону шотландских патриотов, и Джон «Рыжий», лорд Баденоха, который вернулся в Шотландию. В 1299 году третьим хранителем был избран Уильям де Ламбертон, епископ Сент-Эндрюса, сторонник партии Брюсов. В 1301 году Уильям Ламбертон вынужден был отказаться от поста хранителя из-за того, что Красный Комин заявил, что он больше не хочет с ним сотрудничать. Ещё в 1300 году Роберт Брюс, граф Каррик, также отказался от должности хранителя (регента) Шотландии.
Примерно с 1300 по 1304 годы Комины (Джон «Рыжий», лорд Баденоха, и Джон, граф Бьюкен) фактически руководили военными действия шотландцев во время Войны за независимость. Граф Бьюкен получил пост юстициария Шотландии к северу от реки Форт. Он принимал участие в рейдах против англичан, а в Галлоуэе, где он в качестве шерифа Уигтауна, пытался поднять местное население на восстание против англичан. В 1302 году Джон Комин, граф Бьюкен, вошёл в состав шотландской делегации, отправленной в Париж чтобы предотвратить заключение мирного договора между Англией и Францией. В его отсутствие его кузен, Джон «Рыжий» Комин одержал победу на английским войском в битве при Рослине.
В 1303 году произошло широкомасштабное вторжение английской армии под командованием короля Эдуарда I Плантагенета. Англичане пересекли реку Форт и вторглись на север Шотландии, угрожая Бьюкену и Баденоху, областям Коминов. В феврале 1304 года Джон «Рыжий» Комин вынужден был заключить мирный договор с королем Англии Эдуардом I в Стратхорде. Эдуард I назначил губернатором Шотландии Джона Бретонского, графа Ричмонда. Граф Бьюкен стал членом регентского совета при Джоне Бретонском. В сентябре 1305 года граф Бьюкен участвовал в англо-шотландском парламенте в Вестминстере.
На шотландский престол претендовали Роберт Брюс, граф Каррик, и Джон «Рыжий» Комин, лорд Баденох. 10 февраля 1306 года по приказу Роберта Брюса его главный конкурент Джон «Рыжий» Комин был убит во время переговоров в церкви в Дамфрисе. Его сын и наследник, Джон IV Комин, по распоряжению Эдуарда I был доставлен в Англию. 25 марта того же 1306 года Роберт Брюс, граф Каррик, был коронован в Сконе.
После успешных военных кампаний в областях Галлоуэй и Аргайл новый шотландский король Роберт Брюс сосредоточил все свои силы и усилия против Джона Комина, графа Бьюкена. Кампания Роберта Брюса против графа Бьюкена продолжалась с конца 1307 года до весны 1308 года. В мае 1308 года в битве при Инверури Роберт Брюс одержал решительную победу над силами Джона Комина, графа Бьюкена. После бегства Комина в Англию его владения в графстве Бьюкен были опустошены и разграблены.
В Англии Джон Комин был хорошо принят новым королём Эдуардом II, который назначил его хранителей западных марок в июне 1308 года. Но до конца 1308 года Джон Комин скончался. Его племянница и наследница, Элис Комин (1289—1349), старшая дочь Александра Комина (ум. 1308) и Джоан де Латимер, около 1310 года вышла замуж за французского дворянина на английской службе, Генри де Бомонта (ок. 1280—1340). Генри Бомонт стал претендовать на графство Бьюкен по праву своей жены Элис Комин.
Джон Комин, граф Бьюкен, был женат на Изабелле Макдуфф (ум. около 1314 года), дочери Дункана III, графа Файфа (1270—1288), и Джоан де Клер (1264 — после 1302), дочери Гилберта де Клера, 7-го графа Глостера. Брак был бездетным.